# Victor León Esteban San Miguel y Erce
Victor León Esteban San Miguel y Erce (Lequeitio, 21 aprile 1904 – Vitoria, 4 aprile 1995) è stato un vescovo cattolico e missionario spagnolo.

## Biografia
Victor León Esteban San Miguel y Erce nacque a Lequeitio, in Spagna, il 21 aprile 1904.

### Formazione e ministero sacerdotale
Dopo aver studiato a Villafranca, in Navarra, entrò nel noviziato dell'Ordine dei carmelitani scalzi. Il 28 luglio 1921 emise la professione solenne e prese il nome di Victor di Santa Teresa. Studiò filosofia a Vitoria dal 1922 al 1925 e teologia al carmelo di Begoña dal 1925 al 1928.
Il 1º giugno 1928 fu ordinato presbitero a Vitoria. Nell'ottobre dello stesso partì come missionario per l'India dove compì ulteriori studi ecclesiastici nel seminario di Puthempally fino al 1929. Apprese la lingua locale e lì lavorò come insegnante di sociologia fino al 1966. Fu anche superiore dei carmelitani nello stato del Kerala.
Il 17 marzo 1966 la Congregazione De Propaganda Fide lo nominò amministratore apostolico del Kuwait.

### Ministero episcopale
Il 31 maggio 1976 papa Paolo VI lo nominò vicario apostolico del Kuwait e vescovo titolare di Rusubbicari. Ricevette l'ordinazione episcopale il 16 luglio successivo nella chiesa di Santa Teresa a Baghdad dall'arcivescovo Jean-Édouard-Lucien Rupp, pro-nunzio apostolico in Iraq e Kuwait, co-consacranti l'arcivescovo Annibale Bugnini, pro-nunzio apostolico in Iran, e l'arcivescovo di Baghdad Ernest-Marie de Jésus-Hostie Charles Albert Nyary.
Il 5 novembre 1981 papa Giovanni Paolo II accettò la sua rinuncia al governo pastorale del vicariato per raggiunti limiti di età. In seguito fece ritorno in India.
Morì a Vitoria il 4 aprile 1995 all'età di 90 anni.

## Opere
- A manual of Christian sociology (Alwaye, 1947)
- La India y sus problemas (Donostia, 1951)
- Mater et Magistra in India (Alwaye, 1963)
- Christians in Kuwait (Beirut, 1970)
- Kerala Adios (Kuwait, 1978)
- Misioneros memorables (Vitoria, 1980)
- Back to the Indian mission (Vemsur, 1984)
- Three Century Kerala Carmelite Mission, 1956-1975 (Vemsur, 1986)

## Genealogia episcopale
La genealogia episcopale è:
- Cardinale Scipione Rebiba
- Cardinale Giulio Antonio Santori
- Cardinale Girolamo Bernerio, O.P.
- Arcivescovo Galeazzo Sanvitale
- Cardinale Ludovico Ludovisi
- Cardinale Luigi Caetani
- Cardinale Ulderico Carpegna
- Cardinale Paluzzo Paluzzi Altieri degli Albertoni
- Papa Benedetto XIII
- Papa Benedetto XIV
- Papa Clemente XIII
- Cardinale Giovanni Francesco Albani
- Cardinale Carlo Rezzonico
- Cardinale Antonio Dugnani
- Arcivescovo Jean-Charles de Coucy
- Cardinale Gustave-Maximilien-Juste de Croÿ-Solre
- Vescovo Charles-Auguste-Marie-Joseph Forbin-Janson
- Cardinale François-Auguste-Ferdinand Donnet
- Vescovo Charles-Émile Freppel
- Cardinale Louis-Henri-Joseph Luçon
- Cardinale Charles-Henri-Joseph Binet
- Cardinale Maurice Feltin
- Arcivescovo Jean-Édouard-Lucien Rupp
- Vescovo Victor León Esteban San Miguel y Erce, O.C.D.